# Brecha de Wallula
La brecha de Wallula (en inglés: Wallula Gap) es una gran cluse de agua transversal en el río Columbia que atraviesa los Anticlinales de basalto de Horse Heaven Hills en el estado estadounidense de Washington, justo al sur de la confluencia de los ríos Walla Walla y Columbia. Ha sido reconocido desde 1980 como un hito natural nacional por el Servicio de Parques Nacionales por ser un sitio que proporciona una ilustración importante de la historia geológica de los Estados Unidos.

## Geología

### Basaltos de inundación
En el sureste de Washington, el este de Oregón y el sur de Idaho, los flujos de lava basáltica extremadamente fluidos se extendieron en todas direcciones a raíz de largas fisuras, creando amplios campos de lava de suave pendiente que se extendieron ampliamente a grandes distancias desde los puntos de origen. A lo largo del río Snake, en Idaho, y del río Columbia, en Washington y Oregón, esos flujos de lava han quedado ampliamente expuestos a la erosión (con extensas muestras de basalto columnar) y miden casi 2 kilómetros (1,2 mi) de espesor total.
Los flujos de basaltos que son visibles en la brecha de Wallula se establecieron durante la era del Mioceno, hace unos 17 millones de años. Son parte de los basaltos de inundación producto de fisuras masivas del grupo de basalto del río Columbia. Durante las erupciones volcánicas de basalto, la meseta del Columbia meridional y occidental, que incluía la ubicación actual de la brecha de Wallula, comenzó a plegarse. Esta flexión (o cizallamiento) de los antiguos flujos de lava es claramente visible en las capas dobladas de basalto expuestas en las empinadas paredes del trap.

### Creación de la brecha de Wallula
Al principio de la historia de este plegamiento masivo, la cresta de la cima en la brecha de Wallula pudo haber sido la más baja a lo largo de la cordillera. El antiguo río Salmon-Clearwater comenzó a fluir sobre este punto bajo de la cresta, tallando un canal en su paso. A medida que la cresta continuaba plegándose hacia arriba, la erosión cortaba con mayor profundidad y se formó el espacio de agua conocida como la brecha de Wallula. Hasta hace unos 10 millones de años, el río Salmon-Clearwater fluía solo a través de la brecha de Wallula. A medida que la planicie de la inundación en la cuenca del Columbia continuó inclinándose, el río Columbia se vio obligado a desplazarse hacia el este y se unió al río Salmon-Clearwater hace unos 6 millones de años. Hace unos 2,5 millones de años, el río Snake fue forzado hacia el norte por el levantamiento de las montañas Blue y fue capturado por el río Salmon-Clearwater cerca del borde de Idaho y Oregón.

### Inundaciones de Missoula
La brecha de Wallula se amplió alrededor del milenio XIV a. C., por el flujo histórico de los ríos Salmon, Snake y Columbia combinado con las aguas glaciales que se derramaron a través de los Scablands durante las inundaciones de Missoula. La brecha de Wallula restringió el flujo de tal manera que menos de 1/5 de los 800 km³ de agua por día que ingresa podría descargarse al pasar al lago Condon río abajo. Como resultado, las inundaciones llenaron la cuenca de Pasco y formaron, durante un breve período, el lago Lewis. Los grandes volúmenes de agua de la inundación que atravesaban la brecha contribuyeron sustancialmente a la erosión de la brecha, como lo demuestran los muros cortantes y las costras conocidas como "Hermanas Gemelas".
Durante las inundaciones de Missoula, el agua se acumuló en la cuenca de Pasco debido a la estrecha apertura de la brecha de Wallula. Las inundaciones fueron tan grandes en volumen que no pudieron descargar rápidamente a través de la brecha, a pesar de que tiene 2 km de ancho. Las aguas máximas de la inundación alcanzaron elevaciones de unos 380 metros. El cabezal hidráulico necesario para impulsar las aguas de la inundación a través del espacio, combinada con los niveles elevados aguas abajo de la constricción, dio como resultado una altura de unos 250 metros. Se estima que el flujo máximo fue de unos 10 millones de metros cúbicos por segundo.

## Historia

### Lewis y Clark
La expedición de Lewis y Clark vio por primera vez la brecha de Wallula el 18 de octubre de 1805, mientras se dirigían río abajo desde su campamento en la confluencia de los ríos Columbia y Snake. El cuerpo de expedición acampó esa noche cerca del arroyo Spring Gulch, y continuó a través de la brecha de Wallula al día siguiente.

### Senda de Oregón
En la década de 1840, los pioneros que se dirigieron hacia el oeste por el Oregon Trail encontraron en Wallula un lugar de parada lógico para convertir sus caravanas en botes y luego continuar el viaje a través del río Columbia.

## Leyenda

### Basalto de las Gemelas

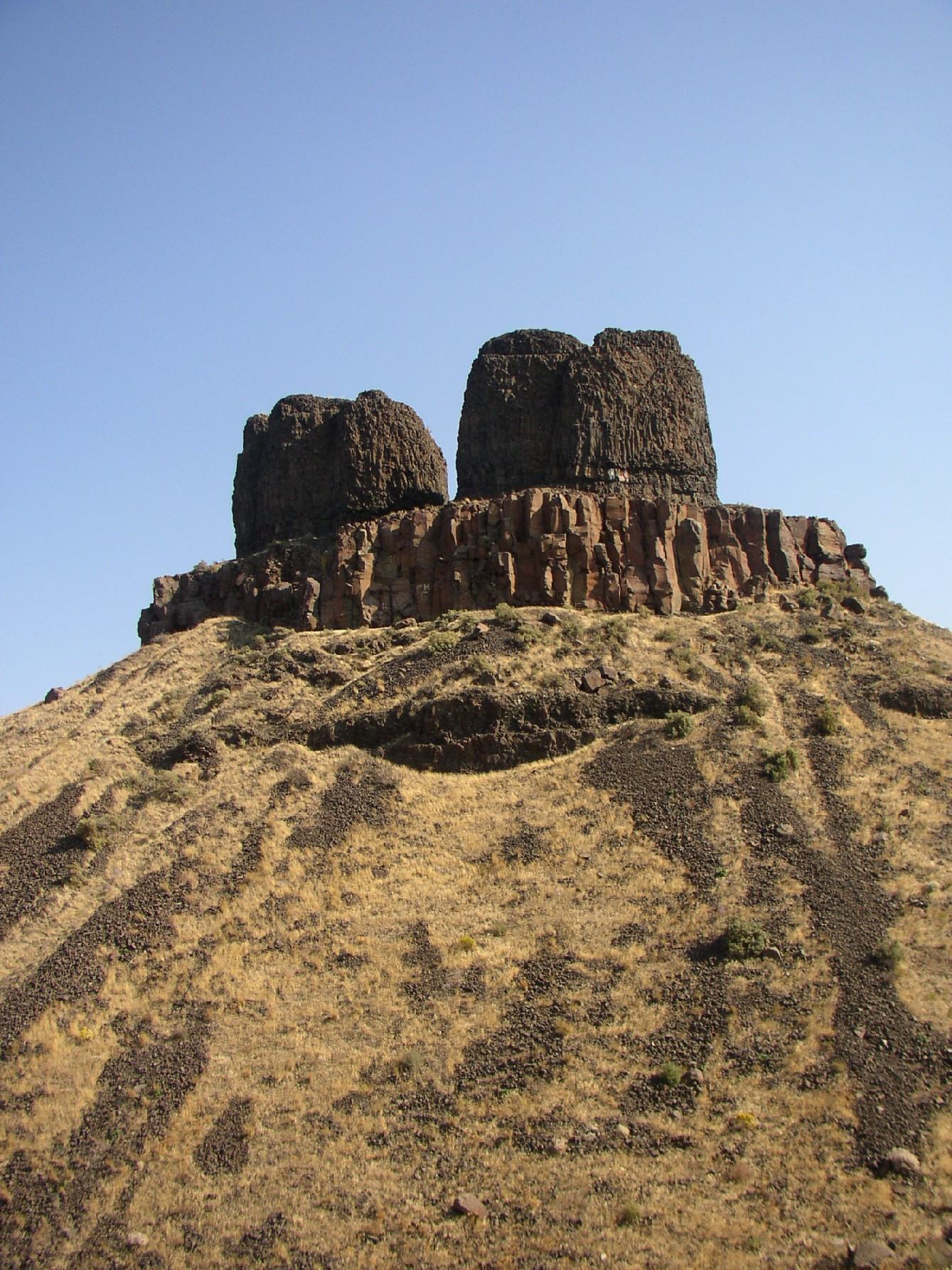
Gemelo: un scabland residual de las inundaciones Missoula en la riberao este del río Columbia en la brecha de Wallula

Las Gemelas  (Twin Sisters) es un pilar de basalto que inspiró la mitología de la brecha de Wallula cerca del río Columbia, justo aguas arriba de Port Kelley, Washington. Una leyenda de la tribu india de los cayuses, que vivieron en la meseta del Columbia, narra el origen de las rocas:

Coyote, el embaucador espíritu héroe de muchas historias nativas, cayó enamorado de tres hermanas que estaban construyendo una trampa de salmón en el río cerca. Cada noche Coyote destruía su trampa, y cada día las chicas la reconstruían. Una mañana Coyote vio a las chicas llorando y descubrió que estaban inanes porque no habían sido capaces de coger ningún pescado en su trampa. Coyote les prometió una trampa de pescados efectiva si se convertían en sus mujeres. Estuvieron de acuerdo, y Coyote mantuvo su promesa; aun así, con los años, se volvió celoso de ellas. Convirtió a dos de las mujeres por estos pilares de basalto y tornó a la tercera en una cueva río abajo. Se convirtió en una roca cercana así que las pudo vigilar siempre.
Coyote, the Trickster spirit hero of many native stories, fell in love with three sisters who were building a salmon trap on the river near here. Each night Coyote would destroy their trap, and each day the girls would rebuild it. One morning Coyote saw the girls crying and found out that they were starving because they had not been able to catch any fish in their trap. Coyote promised them a working fish trap if they would become his wives. They agreed, and Coyote kept his promise; however, over the years he became jealous of them. He changed two of the wives into these basalt pillars and turned the third into a cave downstream. He became a rock nearby so he could watch over them forever.
Washington State Chapter Lewis and Clark Trail Heritage Foundation, April 2000 Newsletter. 

Este sitio es un popular destino de senderismo para los excursionistas que desean ver la geología de la brecha de Wallula y los efectos de las antiguas inundaciones de Missoula.